# Stadion Širůch
Stadion Širůch – stadion piłkarski w Starém Městě, w Czechach. Został otwarty w 1931 roku. Może pomieścić 4700 widzów.
Stadion został otwarty w 1931 roku. Obiekt wybudowały wspólnymi siłami kluby SK Staré Město oraz Rudá hvězda Staré Město. W 1999 roku stadion był jedną z aren Mistrzostw Europy U-16. Rozegrano na nim dwa spotkania fazy grupowej turnieju. W 2000 roku klub piłkarski ze Starégo Města wywalczył historyczny awans do I ligi, po czym połączył się z zespołem Slovácká Slavia z sąsiedniego Uherskégo Hradišta, tworząc 1. FC Synot (od 2004 roku jako 1. FC Slovácko). Początkowo nowy klub rozgrywał swoje spotkania na stadionie Širůch (odbywały się na nim zarówno spotkania 1. FC Synot w I lidze czeskiej, jak i w Pucharze Intertoto), jednak po otwarciu w październiku 2003 roku nowego stadionu w Uherskim Hradišciu zespół przeniósł się na nowy obiekt w sąsiednim mieście.